# YY1AP1
YY1AP1‏ (YY1 associated protein 1) هوَ بروتين يُشَفر بواسطة جين YY1AP1 في الإنسان.